# La Cañada de Mira
La Cañada de Mira es una aldea del municipio de Mira, en la provincia de Cuenca, comunidad autónoma de Castilla-La Mancha.

## Geografía
La aldea de La Cañada de Mira está situada a 7 kilómetros de la población de Mira y a 5 kilómetros de Camporrobles.
Sus coordenadas son, Latitud: 39.656667 | Longitud: -1.455278

## Historia
La referencia histórica más antigua la obtenemos de la vigésima segunda pregunta del catastro de Ensenada de 1753, donde nos informa que en la partida de La Cañada, existían veinte y dos casas de campo, y que solo las habitaban sus dueños en tiempo de barbecheras, sementeras y recolección de frutos.  
En el siglo XIX hay muy poca información al respecto, nos tenemos que ir hasta 1910, donde el Nomenclátor de las villas de España nos informa la existencia de 26 casas y de 75 habitantes en La cañada.
En la actualidad las pocas familias que habitan la aldea, trabajan en la agricultura y la ganadería. Hay número elevado de familias que visitan la aldea los fines de semana y fiestas locales.
Disponen de una asociación que ayuda a que la aldea siga viva, organizando los festejos y haciendo de vínculo con el Ayuntamiento de Mira.

## Demografía
| 41            | 39 | 37 | 34 | 31 | 27 | 24 | 21 | 19 | 18 | 22 | 23 |
| (Fuente: INE) |    |    |    |    |    |    |    |    |    |    |    |